# Dolenji Novaki
Dolenji Novaki – wieś w Słowenii, w gminie Cerkno. W 2018 roku liczyła 225 mieszkańców.